# Phyllachora fimbristylidicola
Phyllachora fimbristylidicola är en svampart som beskrevs av Speg. 1909. Phyllachora fimbristylidicola ingår i släktet Phyllachora och familjen Phyllachoraceae.   Inga underarter finns listade i Catalogue of Life.